# Adolf Erbslöh

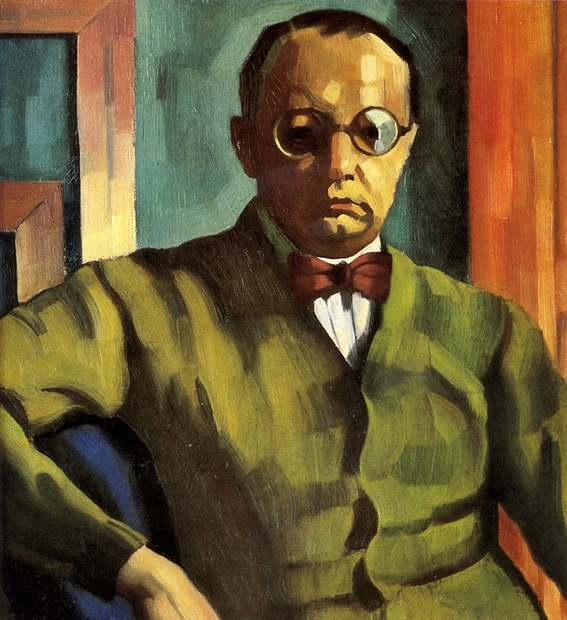
1928 – Adolf Erbslöh - Autoportret, ulei pe pânză, lucrarea se găsește la Von der Heydt-Museum, Wuppertal

Adolf Erbslöh (* 27 mai 1881, New York City - † 2 mai 1947, Irschenhausen) a fost un pictor german, asociat inițial expresionismului, dar care, ulterior Primului Război Mondial, s-a reorientat și a creat lucrări în stilul curentului artistic al grupului de artiști vizuali ai mișcării artistice a Noii Obictivități.
Împreună cu Marianne von Werefkin și  Alexej von Jawlensky, cei trei au creat, în 1909, Noua asociație a artiștilor din München – Die Neue Künstlervereinigung München (N.K.V.M.) un grup artistic expresionist, un grup continuator al grupului de artiști vizuali, timpuriu  expresionist, Der Blaue Reiter.

## Viață și operă

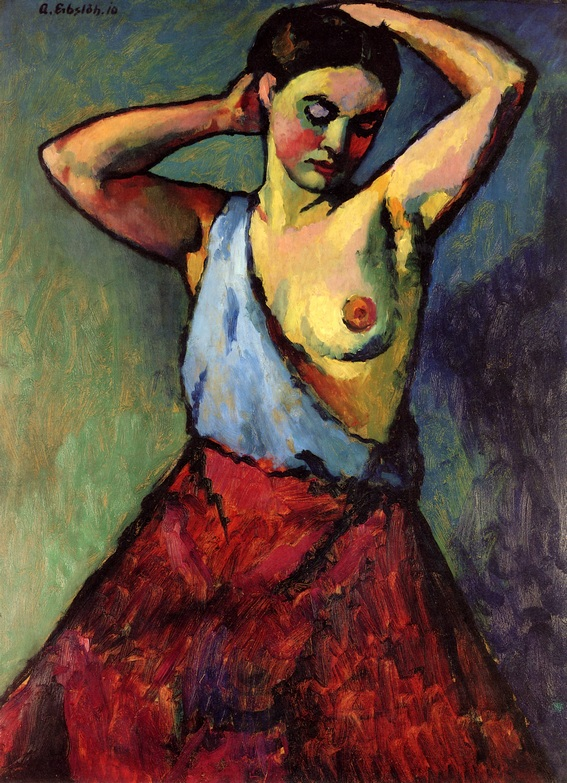
1909 – Adolf Erbslöh - Fata cu rochie roșie (în)

### Începuturi artistice
Erbslöh provenea dintr-o familie de comercianți din Barmen. Bunicul său, Julius Erbslöh, a fost cofondator al firmei Julius și August Erbslöh din Barmen, iar tatăl său a fost co-proprietar al firmei de export Dieckerhoff, Raffloer & Co., la care a lucrat timp de 15 ani la această firmă în New York. Apoi, s-a întors în 1887, împreună cu familia sa, înapoi în Barmen.
Adolf Erbslöh a frecventat gimnaziul real din Barmen. În această perioadă, a desenat „capete […] după gips,” plante „după natură” sau „Bismarck (după Lenbach).” 
Din perioada școlii datează prietenia sa cu verișorul său îndepărtat Oscar Wittenstein (1879 – 1918). După absolvirea gimnaziului real, a început o curs de pregătire comercială, în Barmen.

### Studii în Karlsruhe și München
În 1901, a început studiile la Academia de Arte Frumoase din Karlsruhe. Profesorii săi au fost Ernst Schurth (1848 – 1910) și Ludwig Schmid-Reutte (1862 – 1909). Încă din perioada anilor de studii de la Karlsruhe, a fost prieten cu Alexander Kanoldt și Georg Tappert.

### Familie
În 1907, s-a căsătorit cu verișoara sa, Adeline Schuchard (1880 - 1974), fiica lui Hugo Schuchard, care deținea o mare afacere de import-export. În anul următor, a venit cu planul pentru „Neue Künstlervereinigung München” (NKVM), organizație artistică, care a fost înființată în 1909. La început, a ocupat funcția de secretar. Prima lor expoziție informală a avut loc la Barmen, urmată de o expoziție publică la Galeria Heinrich Thannhauser din München. Prima lor expoziție muzeală a avut loc în 1910, la ceea ce este acum Muzeul Von der Heydt din Wuppertal.

### Primul Război Mondial
A fost încorporat în 1915, servind ca militar în Flandra și Franța. În anul următor, 1916, a fost ales să fie pictor de război pentru conducerea regimentului în Verdun, dar, deoarece nu exista o astfel de poziție oficială pentru subofițeri, a fost angajat ca asistent de secretar. 
Desenele sale din teren arată portrete ale camarazilor săi de război, păduri și case care fuseseră distruse. Culorile picturilor sale în ulei din acea vreme erau, în general, mate și palide.

### După Primul Război Mondial
S-a întors în München în 1919. La scurt timp după aceea, el și Adeline au făcut o călătorie prin Westfalia, unde a compus un album de schițe. În anii 1920, s-a îndreptat spre curentul Noua Obiectivitate, care o mișcare artistică născută ca o reacție împotriva expresionismului. O trăsătură majoră a noului stil adoptat de artist a fost întoarcerea la efectele de iluminare și umbrire, pe care expresioniștii le disprețuiau.
Ultima sa expoziție solo, în timpul vieții sale, a avut loc în 1931. O expoziție comună a fost planificată pentru 1934, dar a fost anulată deoarece cele mai multe dintre lucrările membrilor anteriori ai NKVM au fost considerate ca artă degenerată, de către regimul nazist, instalat după 30 ianuarie 1933.
În 1937, patru dintre picturile sale au fost confiscate din colecțiile publice și distruse de către regimul nazist. După aceea, s-a retras la casa sa de lângă Icking și a evitat orice publicitate. A rămas în singurătate până la moartea sa, survenită în 1947.